# Wolf-Dieter Stubel
Wolf-Dieter Stubel (* 17. Dezember 1941 in Cranz, Ostpreußen; † 6. Mai 2023) war ein deutscher Hörfunkmoderator.

## Leben
Wolf-Dieter Stubel war seit 1964 als Hörfunkmoderator und Redakteur tätig und war über 30 Jahre beim Norddeutschen Rundfunk beschäftigt. Popularität erlangte er als Moderator der Internationalen Hitparade, die zwischen 1967 und dem 25. März 1989 (letzte Sendung) von NDR 2 ausgestrahlt wurde und von 2005 bis 2016 bei Radio NORA lief. Die Erkennungsmelodie der Sendung ist der Instrumentaltitel … and Then There Were Drums von Sandy Nelson. 1985 bis 2000 moderierte Stubel den WDR 4 Musikpavillon und von 1990 bis 2001 führte er durch verschiedene Sendeformate auf NDR 1 Welle Nord. Von September 2005 bis April 2016 arbeitete er für den Privatsender Radio NORA, von Mai 2016 bis März 2020 bei Radio BOB!. Markenzeichen von Stubel war das vielzitierte „Hallo Fans, hallo Freunde“, mit dem er seine Sendungen einleitete, ab 1974 kam bei der Absage regelmäßig „Die Tops sind gebongt“. Daneben war er Sammler von Weihnachtsgeschichten am Kamin, die in 24 Bänden im Rowohlt Verlag erschienen.
1976 bis 1978 kündigte Stubel bei der Fernsehsendung MOT (Music On Top) als Stimme aus dem Off die Künstler an.
Wolf-Dieter Stubel starb am 6. Mai 2023 im Alter von 81 Jahren. Zuletzt wohnte er im schleswig-holsteinischen Tornesch.